# 제1차 야마가타 내각
제1차 야마가타 내각(일본어: 第1次山縣内閣)은 내무대신·육군중장·감군 야마가타 아리토모가 제3대 내각총리대신으로 임명되어, 1889년 12월 24일부터 1891년 5월 6일까지 존재한 일본의 내각이다.
1890년(메이지 23년) 11월 29일에 일본 제국 헌법이 시행되었기 때문에 이 내각 재임 시에 일본에서 의회 제도(제국의회)가 개시됐다.

## 재직 기간
- 1889년(메이지 22년) 12월 24일 ~ 1891년(메이지 24년) 5월 6일
- 재직 일수 : 499일

## 인사

### 국무대신
| 출신번벌 : 사쓰마번 조슈번 도사번 비젠 번 기타 번 막신 |

| 직책         | 대수 | 성명              | 성명 | 출신                    | 취임일           | 퇴임일          | 비고                                |
| ------------ | ---- | ----------------- | ---- | ----------------------- | ---------------- | --------------- | ----------------------------------- |
| 내각총리대신 | 3    | 야마가타 아리토모 |      | 조슈번 백작 육군중장    | 1889년 12월 24일 | 1891년 5월 6일  |                                     |
| 외무대신     | 4    | 아오키 슈조       |      | 조슈번 자작             | 1889년 12월 24일 | 1891년 5월 6일  |                                     |
| 내무대신     | 3    | 야마가타 아리토모 |      | 조슈번 백작 육군중장    | 1889년 12월 24일 | 1890년 5월 17일 | 겸임                                |
| 내무대신     | 4    | 사이고 주도       |      | 사쓰마번 백작 육군중장  | 1890년 5월 17일  | 1891년 5월 6일  |                                     |
| 대장대신     | 3    | 마쓰카타 마사요시 |      | 사쓰마번 백작           | 1889년 12월 24일 | 1891년 5월 6일  |                                     |
| 육군대신     | 3    | 오야마 이와오     |      | 사쓰마번 백작 육군중장  | 1889년 12월 24일 | 1891년 5월 6일  |                                     |
| 해군대신     | 3    | 사이고 주도       |      | 사쓰마번 백작 육군중장  | 1889년 12월 24일 | 1890년 5월 17일 |                                     |
| 해군대신     | 4    | 가바야마 스케노리 |      | 사쓰마 번 자작 해군중장 | 1890년 5월 17일  | 1891년 5월 6일  |                                     |
| 사법대신     | 3    | 야마다 아키요시   |      | 조슈번 백작 육군중장    | 1889년 12월 24일 | 1891년 5월 6일  |                                     |
| 문부대신     | 4    | 에노모토 다케아키 |      | 막신 자작 해군중장      | 1889년 12월 24일 | 1890년 5월 17일 |                                     |
| 문부대신     | 5    | 요시카와 아키마사 |      | 도쿠시마번              | 1890년 5월 17일  | 1891년 5월 6일  |                                     |
| 농상무대신   | 5    | 이와무라 미치토시 |      | 도사번                  | 1889년 12월 24일 | 1890년 5월 17일 |                                     |
| 농상무대신   | 6    | 무쓰 무네미쓰     |      | 기슈번                  | 1890년 5월 17일  | 1891년 5월 6일  | 중의원의원 겸직 (1890년 7월 1일 ~ ) |
| 체신대신     | 4    | 고토 쇼지로       |      | 도사 번 백작            | 1889년 12월 24일 | 1891년 5월 6일  |                                     |
| 반열         | -    | 오키 다카토       |      | 비젠번 백작             | 1889년 12월 24일 | 1891년 5월 6일  |                                     |

### 기타
| 출신번벌 : 사쓰마번 조슈번 기타 번 |

| 직책         | 대수 | 성명            | 성명 | 출신        | 취임일           | 퇴임일           | 비고 |
| ------------ | ---- | --------------- | ---- | ----------- | ---------------- | ---------------- | ---- |
| 내각서기관장 | 2    | 고마키 마사나리 |      | 사쓰마번    | 1889년 12월 24일 | 1889년 12월 26일 |      |
| 내각서기관장 | 3    | 스후 고헤이     |      | 조슈번 남작 | 1889년 12월 26일 | 1891년 5월 6일   |      |
| 법제국장관   | 2    | 이노우에 고와시 |      | 히고번      | 1889년 12월 24일 | 1891년 5월 6일   |      |